# Instituto de Física Gleb Wataghin

O Instituto de Física Gleb Wataghin (IFGW) é uma das unidades integrantes da Universidade Estadual de Campinas (UNICAMP), responsável pelo ensino, pesquisa e extensão na área de física.

## Descrição
Fundado em 1967, o Instituto de Física "Gleb Wataghin" (IFGW) é uma das mais prestigiadas instituições brasileiras na área. O Instituto tem o seu nome em homenagem ao Professor Gleb Wataghin, um físico de origem ucraniana que emigrou para o Brasil e foi uma das pessoas responsáveis pelo estabelecimento da física experimental como atividade científica no país. Em 1971 ele recebeu o primeiro título de doutor honoris causa da UNICAMP.
Em 2012, o instituto inaugurou o Laboratório de Multiusuários (Lamult), com o objetivo de "possibilitar o acesso dos pesquisadores [...] a equipamentos mais sofisticados para realização de estudos na área".

## Departamentos
Os departamentos do IFGW concentram as atividades de pesquisa em áreas temáticas. Além dos departamentos, o IFGW conta com vários serviços técnicos e administrativos associados à Diretoria e à Biblioteca do instituto. Os departamentos são:
- DEQ - Departamento de Eletrônica Quântica
- DFA - Departamento de Física Aplicada
- DFMC - Departamento de Física da Matéria Condensada
- DRCC - Departamento de Raios Cósmicos e Cronologia